# Stephenson Island
Stephenson Island, auch Mahinepua Island genannt, ist eine Insel vor der Ostküste der Region  Northland auf der Nordinsel von Neuseeland.

## Geographie
Die rund 2,26 km lange und bis zu 1,1 km breite Insel befindet sich rund 4,5 km nördlich des Whangaroa Harbour und wird an ihrer Nordwestspitze von der wesentlich kleineren Insel Cone Island flankiert. Die beiden Inseln liegen seeseitig der Whangaroa Bay und gehören administrativ zum Far North District.
Die höchste Ergebung der Insel stellt der Ririwha genannte Hügel dar, der eine Höhe von 132 m misst.
Die Küste der Insel ist felsig, es existieren jedoch auch kleine Buchten mit Kiesstränden.

## Besitzer der Insel
Die Insel gehört dem Māori-Stamm der Ngā Uri o Whakakii.

## Flora und Fauna
Stephenson Island ist Heimat einiger Seevögel, hier besonders des in Neuseeland Petrel genannten Sturmvogels. Leider leben auf der Insel auch die Kiore genannte Pazifische Ratte und die Wanderratte, die im englischsprachigen Raum auch Brown Rat oder auch Norway Rat genannt wird. Beide Arten wurden eingeschleppt und stellen eine Gefahr für die Seevögel dar, da sie die Eier der Vögel fressen und so deren Nachzucht dezimieren. Der Ririwha Restoration Trust hat es sich zur Aufgabe gemacht die Insel von den Ratten zu befreien.